# Escala reial

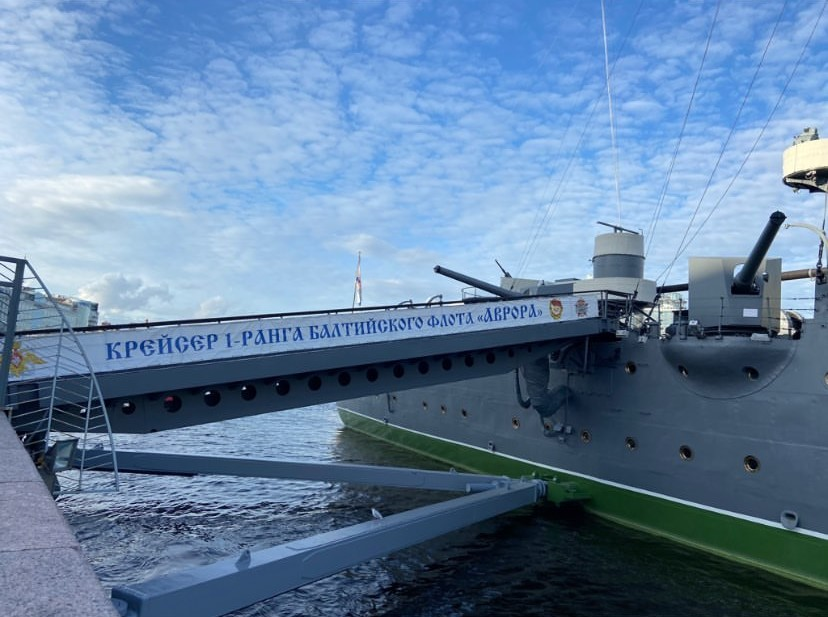
Passarel·la del creuer "Aurora"

S'anomena escala reial la gran escala de fusta, en tot semblant a les comunes, que es munta al costat d' estribord d'un navili i arriba des del nivell de l'aigua fins a la borda del vaixell. Serveix per donar servei als oficials i persones distingides.
N'hi ha una altra que s'anomena escala ordinària i es col·loca al mateix costat en defecte o quan no està muntada la reial . Si bé aquesta segueix el costat del vaixell en sentit de popa a proa o s'hi uneix de costat amb el pendent necessari per a la seva comoditat, l' ordinària és una escala simple i emmotllada a les corbes del costat, que es penja de la portalada. Antigament, hi devia haver dues escales a cada costat o la preferent es trobava més a popa que la del costat l'oposat, doncs segons Veitia Linaje,
| « | los oficios del sueldo, cuando iban á pasar muestra á bordo, gozaban de la preferencia de la escala de popa. | » |